# John Bugeja
John Bugeja (ur. 1 grudnia 1932 w St. Julian’s, zm. 2 października 1999) – maltański kolarz szosowy.
Brał udział w igrzyskach olimpijskich w 1960 (Rzym). Startował w wyścigu indywidualnym, którego nie ukończył podobnie jak rodak Joseph Polidano (Paul Camilleri, inny Maltańczyk, zajął 41. miejsce). W jeździe drużynowej na czas zajął 29. miejsce w stawce 32 zespołów (w tym dwa nie ukończyły tej konkurencji). Oprócz niego drużynę Malty stanowili Paul Camilleri i Joseph Polidano. Miał wówczas 160 cm wzrostu.